# آرسنید بور
آرسنید بور (به انگلیسی: Boron arsenide) با فرمول شیمیایی BAs or B۱۲As۲ یک ترکیب شیمیایی است. که جرم مولی آن ۸۵٫۷۳۳ g/mol می‌باشد.